# Arnold de Cervole
Arnold de Cervole eller Cervolle (franska: Arnaud de Cervole, vanligen kallad "ärkeprästen", archiprètre, på grund av att han drog inkomsterna av prästgäll, fastän han var både gift man och riddare), död 1366, var en fransk legokrigare under de fransk-engelska krigen. 
Efter slaget vid Poitiers drog han - i sold än hos den ene fursten, än hos den andre - omkring i södra Frankrike med en skövlande legoskara. Då han 1365 med 40 000 äventyrare inbröt i Elsass under förevändning att tåga mot turkarna, jagades han tillbaka av kejsar Karl IV.